# Teorema de Löb
En lógica matemática, el teorema de Löb establece que en una teoría con aritmética de Peano, para cualquier fórmula P, se puede demostrar que "si P es demostrable entonces P", entonces P es demostrable. O sea:
si {\displaystyle T\vdash {\text{Dem}}(\#P)\rightarrow P}, entonces {\displaystyle T\vdash P}
donde Dem(#P) significa que la fórmula con número de Gödel #P es demostrable en T.
El teorema de Löb debe su nombre a Martin Hugo Löb.

## El teorema de Löb en la lógica demostrativa
La lógica demostrativa se abstrae de los detalles de las fórmulas utilizadas en los teoremas de incompletitud de Gödel expresando la demostrabilidad de P en el sistema dado en el lenguaje de la lógica modal, por medio de la modalidad {\displaystyle \Box P}.
Se puede formalizar el teorema de Löb mediante el axioma: 
{\displaystyle \Box (\Box P\rightarrow P)\rightarrow \Box P},
Este axioma se conoce como el axioma GL, por Gödel-Löb. El mismo a veces es formalizado por medio de la siguiente regla de inferencia:
{\displaystyle {\frac {\Box P\rightarrow P}{\Box P}}}
La lógica demostrativa GL que resulta de tomar la lógica modal K4 y agregarle el axioma GL es el sistema investigado con mayor intensidad en la lógica demostrativa.